# Gianluca Genoni
Gianluca Genoni (Galliate, 5 de Julho de 1968) é um mergulhador italiano.
Foi recordista várias vezes, seus dois recordes atuais são: nadar mais tempo sem respirar (18 minutos, 3 segundos e 69 centésimos debaixo d'água) e por mergulhar nas profundezas do oceano sem uso de equipamentos (141 metros profundidade).